# Aniceto Arce (provincie)
Aniceto Arce is een provincie in het departement Tarija in Bolivia. De provincie is vernoemd naar Aniceto Arce Ruiz (1824-1906), de president van Bolivia van 1888 tot 1892. De provincie heeft een oppervlakte van 5205 km² en heeft 53.081 inwoners (2012). De hoofdstad is Padcaya.
Aniceto Arce is verdeeld in twee gemeenten:
- Bermejo
- Padcaya

## Plaatsen
De volgende plaatsen zijn gelegen in de provincie Aniceto Arce:
In de gemeente Bermejo:
- Bermejo 29.459 inw. – Colonia Linares 843 inw. – Campo Grande 348 inw. – Candado Grande 294 inw. – Arrozales 154 inw. – Barredero 132 inw. – Porcelana 61 inw.

In de gemeente Padcaya:
- Padcaya 1437 inw. – Rosillas 450 inw. – Camacho 382 inw. – Chaguaya 371 inw. – Cañas 366 inw. – Tacuara 356 inw. – Mecoya 297 inw. – Queñahuayco 250 inw. – Abra de San Miguel 221 inw. – Rejara 212 inw. – La Huerta 201 inw. – Orozas 141 inw. – Canchas Mayu 133 inw.. – San Francisco 128 inw. – La Merced 100 inw. – San Antonio 92 inw.

Aniceto Arce · 
Burnet O'Connor · 
Cercado · 
Eustaquio Méndez · 
Gran Chaco · 
José María Avilés